# 게이머게이트 논란
게이머게이트(Gamergate, GamerGate로도 표기됨)는 느슨하게 조직된 여성혐오 사이버 폭력 캠페인이자 비디오 게임 문화의 여성주의, 다양성과 진보주의에 대항한 우익 백래시이다. 주로 2014년과 2015년에 걸쳐 "#Gamergate" 해시태그를 통해 이뤄졌으며 비디오 게임 산업의 여성들, 특히 미디어 비평가 어니타 사키지언과 비디오 게임 개발자인 조이 퀸(Zoë Quinn), 브리아나 위(Brianna Wu) 등을 목표로 하였다.
게이머게이트는 2014년 8월 퀸의 전 애인이 블로그에 게시한 〈조이 포스트〉(The Zoe Post)에서 퀸이 게임 저널리스트와 가진 성적 관계로 인해 긍정적인 비평을 받았다고 부정하게 암시하면서 시작되었다. 해당 블로그 포스트는 4chan에서 공유되었으며 퀸을 공격하는 운동이 4chan과 8chan, 레딧 등의 익명 게시판을 통해 조율되어 이뤄졌다. 이러한 캠페인은 사키지언과 위, 퀸을 변호하는 사람들에게 확장되었으며 신상 털기와 강간 및 살해 협박으로 나아갔다.
"게이머게이터"(Gamergaters)라고도 불리는 게이머게이트의 지지자들은 비디오 게임 저널리즘의 미디어 윤리를 개선하고 비디오 게임 문화의 "정치적 올바름"에 반대하여 "게이머" 정체성을 지킨다고 주장하며, 성평등과 성 차별과 같은 진보적 사회 문제를 다루게 만드는 저널리스트들과 비디오 게임 개발자들 간의 음모가 존재한다고 주장한다. 이러한 주장은 사소하거나 근거가 없는, 혹은 게임과 저널리즘이 실제로 겪는 윤리 문제와 관련이 없는 것으로 여겨진다. 몇몇 비평가들은 이러한 불만이 퀸과 다른 여성에 대한 사이버 폭력을 은폐하기 위해 의도적으로 제기된 것이라고 일축했다.
게이머게이트는 비디오 게임의 문화적 다양성과 예술적 인정, 여성주의, 사회 비판과 게이머의 사회적 정체성에 대한 문화 전쟁으로 기술된다. 게이머게이트의 지지자들은 게이머게이트를 사회 운동으로 지칭하나 그 명확한 목표나 일치된 메시지, 공식적인 지도자가 없어 그 성격을 정의하기 힘든 것으로 지적된다. 게이머게이트는 비디오 게임 산업 내부와 외부의 사람들로 하여금 온라인 사이버 폭력을 다루고 피해를 최소화하며 비슷한 사건을 예방하도록 촉구하였다. 또한 게이머게이트는 대안우파와 다른 우익 운동에 기여한 것으로도 지적된다.

## 역사

### 조이 퀸과 《디프레션 퀘스트》

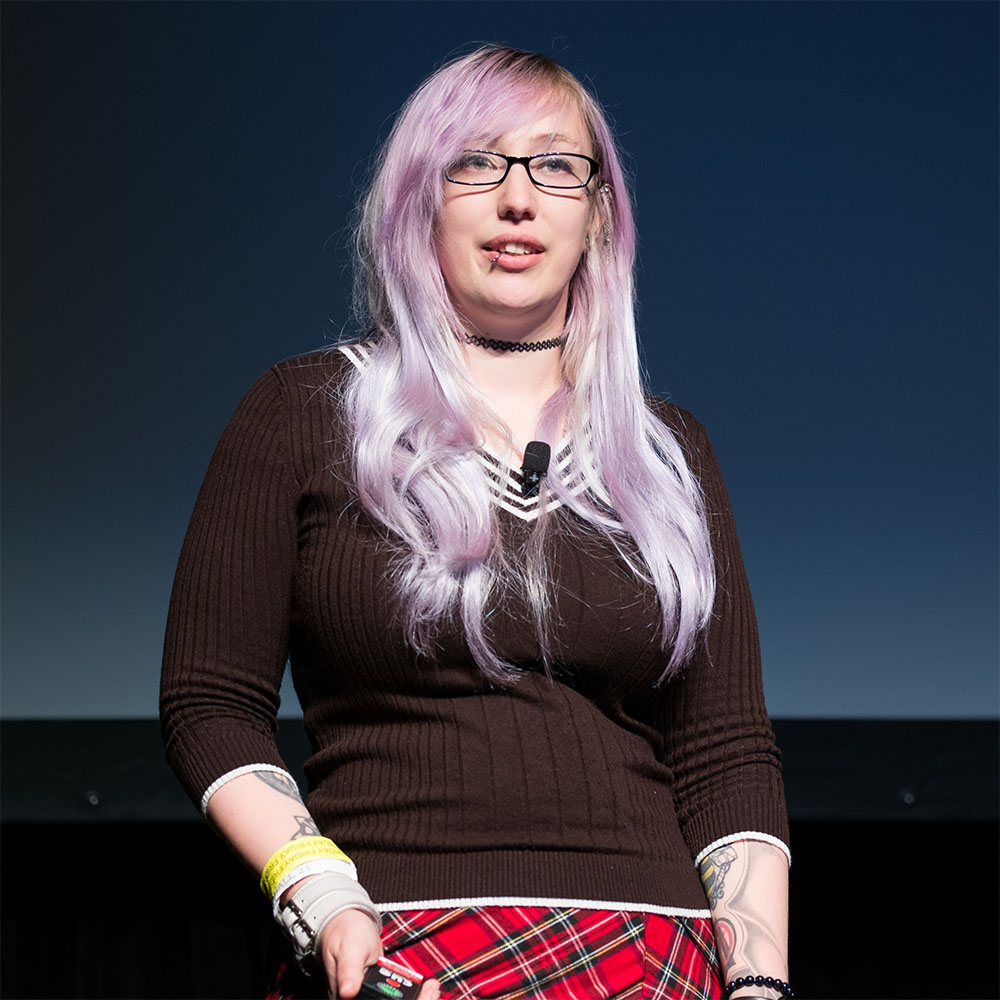
게임 개발자인 조이 퀸이 괴롭힘 운동의 첫 대상이었다.

2013년 인디 게임 개발자인 조이 퀸이 자신의 경험을 바탕으로 한 허구의 시나리오를 통해 우울증의 경험을 전달하는 텍스트 중심 게임 《디프레션 퀘스트》(Depression Quest)를 출시하였다. 게임은 게임 매체와 정신의학 전문가들로부터 호평을 받았으나, 폭력과 기술에 대해 강조하는 전형적인 게임 형식과 거리를 둔 점과 게이머 문화에 대한 '정치적' 간섭을 반대하는 게이머들에 의해 온라인에서 반발을 받았다. 퀸은 게임 출시 후 몇 달간 강간과 살해 위협을 포함한 괴롭힘의 대상이 되었다. 퀸은 자신이 받은 괴롭힘을 기록하고 미디어에서 공개적으로 언급해왔으며, 그것은 나아가 거주지 공개와 같이 더욱 명백한 괴롭힘으로 이어졌다. 퀸은 공개 일정을 취소하고 주거를 옮겨야 했다.
게이머게이트라는 이름으로 알려진 논란의 사건은 2014년 8월 퀸의 전 연인인 에런 조니(Eron Gjoni)의 블로그 게시글로부터 시작되었다. 〈조이 포스트〉(The Zoe Post)라 불리는 글은 그들 사이에 주고받은 대화글, 이메일과 문자메시지를 포함하였으며 퀸이 《코타쿠》와 《락 페이퍼 샷건》의 리포터인 네이선 그레이슨(Nathan Grayson)에게 성관계를 제공한 대가로 《디프레션 퀘스트》에 대한 호의적인 리뷰를 받았다고 부당하게 암시했다. 차후에 조니는 퀸에게 성적 이해충돌에 대한 증거가 없다고 밝혔다. 그레이슨은 퀸의 게임을 리뷰한 적이 없었으며, 유일하게 그가 언급된 코타쿠의 기사는 그들의 관계가 시작되기 전에 작성된 것이었다. 그럼에도 불구하고 《더 데일리 닷》의 보도에서와 같이 온라인 상의 게이머들은 조니의 블로그를 퀸을 비난하기 위해 사용하였다. 《디프레션 퀘스트》에 비판적인 사용자가 많았던 4chan에 블로그의 링크가 포스트되면서 퀸에 대한 공격이 새롭게 시작되었다.
조니의 블로그 포스트 이후 퀸과 그의 가족은 급속히 퍼지고 주로 여성혐오적인 괴롭힘 운동의 대상이 되었다. 초기에 온라인 공격자들은 "퀸스피러시"(Quinnspiracy)라는 이름을 사용했으나 점차 배우 애덤 볼드윈이 2014년 8월 27일에 사용한 단어 "게이머게이트"(#Gamergate)를 사용하기 시작했다. 우익 언론인인 마일로 야노풀로스가 《브라이트바트 뉴스》를 통해 해당 해시태그를 대중화하면서 해당 언론사가 게이머게이트와 반여성주의 운동의 주요한 발언자가 되었다. 게이머게이트 괴롭힘의 목표는 주로 4chan과 레딧과 같은 이미지보드를 통해 퍼진 IRC를 통해 조율되었다.

### 어니타 사키지언과 《비디오 게임에서의 트로프 대 여성》

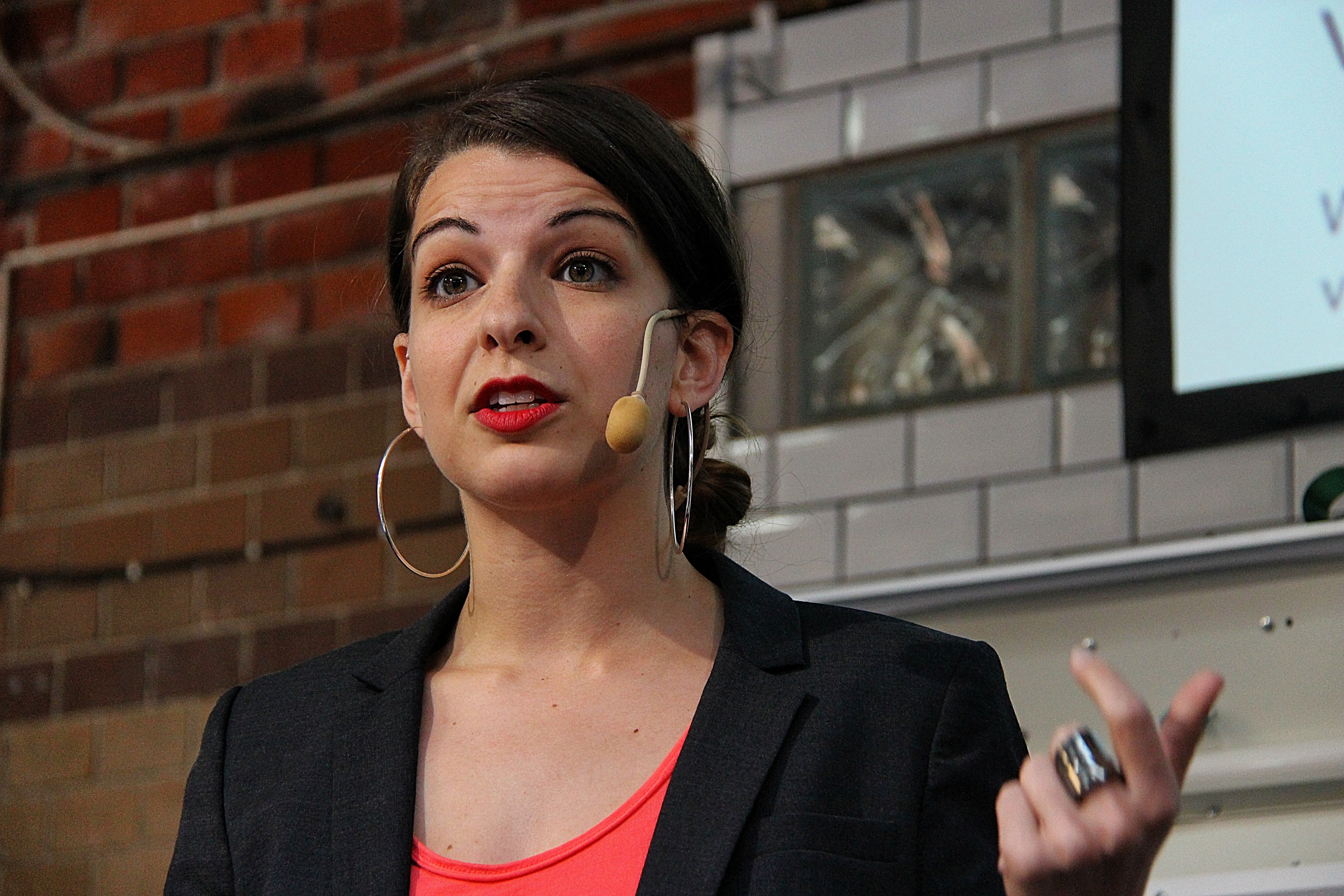
여성주의 미디어 비평가 어니타 사키지언은 《비디오 게임에서의 트로프 대 여성》의 비디오를 게시한 후 강간 및 살해 위협을 받았다.

게이머게이트는 여성주의 미디어 비평가인 어니타 사키지언을 새로운 괴롭힘의 대상으로 확장하였는데, 사키지언은 유튜브 비디오 시리즈인 《비디오 게임에서의 트로프 대 여성》(Tropes vs. Women in Video Games)에서 여성에 대한 성차별적 묘사를 분석하면서 이미 2012년에 온라인 괴롭힘의 대상이 된 적이 있었다. 2014년 8월 24일 《트로프 대 여성》의 새 에피소드가 게시되자 사키지언은 강간과 살해 협박을 받았으며 집 주소를 포함한 개인 정보가 유출되어 거주를 옮겨야 했다. 사키지언은 세 통의 익명의 협박 편지를 받고 2014년 10월 유타 대학교에서 예정된 발표를 취소하였다.

## 영향
게이머게이트의 관찰자들은 전통적으로 남성적인 비디오 게임 공동체를 다양화하려는 노력에 대항하는, 특히 기탄없는 여성을 목표로 한 오랜 문화 전쟁의 일부로 서술한다. 그들은 게이머게이트 지지자들의 게임 산업 내 여성 인물에 대한 잦은 괴롭힘과 비디오 게임에 대한 사회적 비평과 분석에 참여하는 인물에 대한 공개적 적대감을 지적한다. 《워싱턴 포스트》의 디지털 문화 작가인 케이틀린 듀이(Caitlin Dewey)는 "게이머게이트가 무엇으로부터 시작하였든" 그것은 주로 여성 게임 개발자와 포용성을 옹호하는 비평가와 그러한 변화에 반대하는 "악의적 반대자들의 잡다한 연합" 간의 "인터넷 문화 전쟁"이라고 말했다. 《복스》는 게이머게이트의 지지자들이 윤리적 문제에 대한 지적보다 비디오 게임에 대한 사회적 비판과 분석에 반대하고 저명한 여성을 괴롭히는 것에 더 관심이 있다고 지적한다. 또한 《아르스 테크니카》는 게이머게이트의 초기 구성원들이 비디오 게임에 관심이 없으며 주로 퀸을 공격하는 데에 관심이 있었다고 인용했다.

## 반응
퀸, 사키지언, 위와 그밖의 사람들에 대한 괴롭힘은 게임 산업 전문가들로 하여금 게이머게이트 공격이 비디오 게임 공동체와, 업계의 공적 인식에 손상을 주는 것에 대하여 비난하도록 만들었다. 《배너티 페어》의 로라 파커(Laura Parker)는 게이머게이트로 인해 비디오 게임 산업 바깥의 사람들에게 "비디오 게임 커뮤니티가 유독하고 타인을 환영하지 못하는 곳이라는 증거로 넘쳐났다"고 말했으며 이는 비디오 게임에 가질 수 있는 부정적인 견해를 강화할 것이라고 지적했다. 인디 게임 개발자 안드레아스 제처(Andreas Zecher)는 공격에 대항할 것을 공동체에 촉구하는 공개 서한을 써 2,000명 이상의 게임 산업 내 전문가들의 서명을 받았다. 업계 내의 많은 사람들은 이를 "퀸과 사키지언에게 악의적 공격을 보낸 사람들이 비디오 게임 업계 전체를 대표하지 않는다는 증거"로 간주했다. 여러 성별과 인종, 사회적 배경을 지닌 비디오 게임 개발자, 언론인과 게이머가 #INeedDiverseGames, #StopGamergate2014, #GamersAgainstGamergate와 같은 해시태그를 통해 괴롭힘 운동의 목표가 된 사람들과의 연대와 게이머게이트 지지자들에 대한 반대를 표했다.

## 참고 문헌
- Murray, Soraya (2018). 《On Video Games: The Visual Politics of Race, Gender and Space》. London, UK: I.B.Tauris. ISBN 978-1-78-453741-8.
- Salter, Michael (2017). 〈Gamergate and the subpolitics of abuse in online publics〉. 《Crime, Justice and Social Media》. New York: Routledge. ISBN 978-1-13-891966-2.